# Mario Rafael Rodríguez
Mario Rafael Rodríguez (* 14. září 1981) je guatemalský fotbalový útočník, momentálně bez angažmá. Zúčastnil se fotbalového Gold Cupu 2007.